# Fuilla
Fuilla (em catalão:  Fullà) é uma comuna francesa na região administrativa da Occitânia, no departamento dos Pirenéus Orientais. Estende-se por uma área de 9.69 km², com 447 habitantes, segundo o censo de 2018, com uma densidade de 46 hab/km².